# Kim Jae-ryong
Kim Jae-ryong (em coreano: 김재룡) (nascido em 1959) é um político norte-coreano, foi o primeiro-ministro da Coreia do Norte entre 2019 e 2020 e também foi membro da Assembleia Popular Suprema.

## Biografia
Kim Jae-ryong é descrito como uma "figura pouco conhecida, que não sabemos muito, exceto que ele administrou várias instalações industriais" no país.
Por volta de 2007, foi nomeado como secretário do Comitê Provincial de Pyongan do Norte do Partido dos Trabalhadores da Coréia (PTC).
Em 2015, foi nomeado como secretário em exercício do comitê provincial do PTC Chagang em 2015.
Entre 2016 e 2019, exerceu o cargo de secretário provincial do partido, até ser substituído por Kang Bong-hun.
Em 2016, foi eleito para integrar o Comitê Central do Partido dos Trabalhadores da Coreia. 
Em 10 de março de 2019, Kim foi eleito para Assembleia Popular Suprema. Menos de um mês depois, durante a primeira sessão da 14ª Assembleia Popular Suprema, foi nomeado como Primeiro Ministro, substituindo Pak Pong-ju. Ele também foi eleito para ser membro do Politburo e da Comissão Militar Central.
Em 13 de agosto de 2020, após o alastramento do COVID-19 na Coreia do Norte e as enchentes que atingiram a parte sul do país, foi substitupído, no cargo de Primeiro Ministro por Kim Tok-hun.
Foi visto como um líder fraco e desempenhou por apenas 16 meses o posto de premiê, sendo o primeiro-ministro norte-coreano que permaneceu por menos tempo nesse cargo.